# Bear Dance
Bear Dance – jednostka osadnicza w Stanach Zjednoczonych, w stanie Montana, w hrabstwie Lake.